# Oratosquillina anomala
Oratosquillina anomala is een bidsprinkhaankreeftensoort uit de familie van de Squillidae. De wetenschappelijke naam van de soort is voor het eerst geldig gepubliceerd in 1935 door Tweedie.